# Service Rousseau
Le service Rousseau est un ensemble de faïences de Creil-Montereau créé dans les années 1860 par Félix Bracquemond, un graveur et céramiste français, en collaboration avec Eugène Rousseau, un maître verrier et céramiste français.

## Caractéristiques
Le service Rousseau se distingue par l'intégration de motifs inspirés par l'art japonais.

## Histoire

### Conception
Bracquemond grave à l’eau-forte un grand nombre de motifs de plantes, d’oiseaux et d’animaux, regroupés en vingt-huit planches. Ces planches étaient ensuite imprimées et reportées sur papier. Les différents motifs étaient alors découpés et appliqués directement sur la faïence.
Le service Rousseau a été produit entre 1866 et 1875.

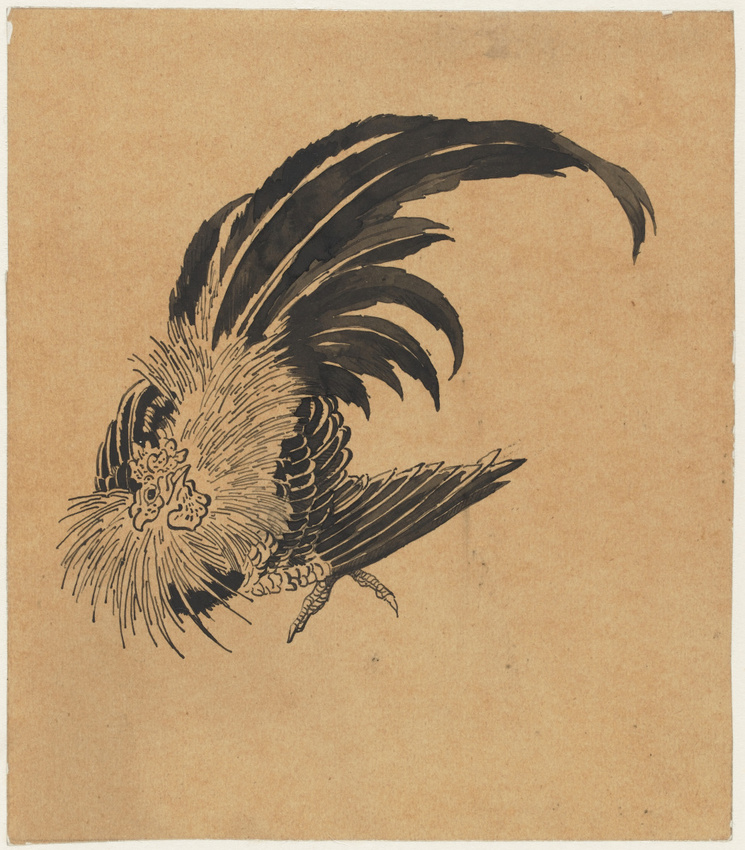
Étude de forme d'un coq d'après Hokusai pour le service Rousseau par Félix Bracquemond.

La production du service Rousseau est confiée à la faïencerie de Creil-Montereau.

### Présentation à l'Exposition Universelle
Le service Rousseau fait ses débuts publics lors de l'Exposition Universelle de Paris en 1867,.

## Réception critique
Le service Rousseau est rapidement salué comme une innovation majeure dans les arts décoratifs en France. Le service est critiqué par des critiques comme Philippe Burty.